# Jan Luyken
Jan Luyken, o también Johannes Luiken (Ámsterdam, 16 de abril de 1649 - Ámsterdam, 5 de abril de 1712) fue un poeta, pintor y grabador neerlandés.

## Biografía
Jan era hijo de Caspar Luyken, un maestro, y de Hester Coores. Siguió las clases de pintura de Martinus Saeghmolen y se interesó mucho por la belleza femenina; reunió muchas de sus obras e ilustraciones en Duyts Lier, una colección de poesía publicada en 1671.
A la edad de 26 años, Jan Luyken tuvo una experiencia religiosa que le sirvió de inspiración para escribir poesía moralista. Ilustró la edición de 1685 del Espejo de los Mártires con 104 grabados en cobre. Treinta de estas placas aún existen y forman parte de la exposición El espejo de los mártires.
También publicó en 1694 Het Menselyk Bedryf (El libro de los oficios), que contiene numerosos grabados, de Luiken y su hijo Caspar (Caspaares), realizados en el siglo XVII.

## Obra
Entre sus obras, destacan:
- Duyts Lier, colección de poesía de 1671;
- Jesús de en Ziel, libro de grabados de 1678;
- Oorsprongk, begin, en vervolgh der Nederlandsche oorlogen, libro de historia de 1680;
- Voncken Der Liefde Jesu, colección de poesía moralista de 1687;
- Spiegel van het Menselyk Bedryf, colección de grabados que representan artesanías, 1694;
- De Bijekorf des Gemoeds, colección de poesía moralista, 1711.

Su obra más famosa es "Spiegel van het Menselyk Bedryf", también llamada, en la versión más simple, "Afbeelding Menschelyke Bezigheden". Estas colecciones contienen grabados que muestran varias tiendas y edificios. Jan Luyken en la realización de este libro, contó con la ayuda de su hijo, Caspar.